# Anarchismus in Kuba
Der Anarchismus in Kuba hatte als soziale Bewegung einen großen Einfluss auf die kubanische Arbeiterschaft im 19. und frühen 20. Jahrhundert. Die Bewegung war besonders stark nach der Abschaffung der Sklaverei im Jahr 1886, bis die Bewegung durch Präsident Gerardo Machado unterdrückt und schließlich durch Fidel Castros marxistisch-leninistische Regierung nach der Kubanischen Revolution in den späten 1950er Jahren zerschlagen wurde. Der kubanische Anarchismus war vor allem kollektivistisch orientiert und später stark vom Anarchosyndikalismus geprägt. Generell wurde die lateinamerikanische Arbeiterbewegung, insbesondere die kubanische Bewegung am Anfang mehr vom Anarchismus als vom Marxismus beeinflusst.

## Geschichte

### Kolonialzeit
In der Mitte des 19. Jahrhunderts wurde Kuba von drei gesellschaftlichen Schichten geprägt: Die spanischstämmigen Criollos stellten die herrschende Klasse der Tabak-, Zuckerrohr- und Kaffeeplantagenbesitzer, die Mittelklasse bestand aus schwarzen und spanischen Plantagenarbeitern, und ganz unten in der Hierarchie standen die Sklaven. Zwischen den Kreolen und den Spaniern (auch peninsulares genannt) bestanden ebenfalls große Unterschiede, da die gebürtigen Spanier stark vom Kolonialregime profitierten. Kuba war eine spanische Kolonie, jedoch gab es auch Bestrebungen zur Unabhängigkeit, sowie Bewegungen für die Integration Kubas in die Vereinigten Staaten oder Spanien.
1857 wurde nach dem Vorbild von Pierre-Joseph Proudhon eine mutualistische Gesellschaft gegründet, die als erster Ausdruck des Anarchismus in Kuba gilt. Saturnino Martínez, ein asturischer Immigrant, gründete 1865 die Zeitschrift La Aurora, nachdem er von José de Jesus Márquez in die Ideen Proudhons eingeführt wurde. In diesem Blatt, das sich hauptsächlich an die Tabakarbeiter richtete, finden sich die allerersten Aufrufe zur Gründung proudhonistischer Kooperativgesellschaften in Kuba. Unter den Aufständischen im Zehnjährigen Krieg kämpften auch Verbannte der Pariser Kommune für die Unabhängigkeit, und wichtige Figuren wie Salvador Cisneros Betancourt und Vicente García González waren von Proudhon beeinflusst.

#### Frühe Entwicklung der Bewegung

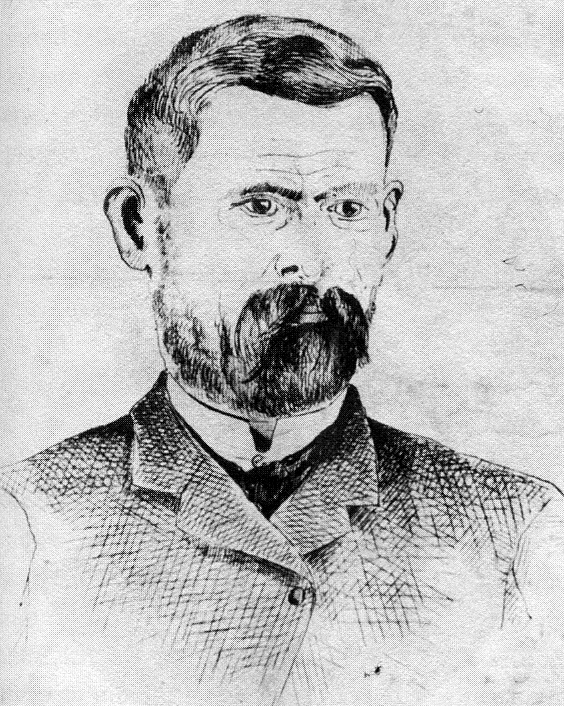
Enrique Roig San Martín, einer der ersten Organisatoren der anarchistischen Bewegung in Kuba.

In den 1880er Jahren stellte José C. Campos Kontakt mit spanischen Anarchisten aus Barcelona her und importierte anarchistische Literatur und Zeitschriften. Zur gleichen Zeit emigrierten viele spanische Anarchisten nach Kuba. Es wurde üblich, dass Arbeiter in den Tabakfabriken anarchistische Literatur laut vorlasen, was viel zur Verbreitung anarchistischer Ideen beitrug. Während der 1880er Jahre bis in die frühen 1890er Jahre orientierten sich die kubanischen Anarchisten am kollektivistischen Anarchismus und nahmen sich die spanische Federación de Trabajadores de la Región Española (dt.: Arbeiterföderation der Region Spanien) zum Vorbild. Statt der Losung „Jeder gemäß seinen Fähigkeiten, jedem nach seinen Bedürfnissen“ der kommunistischen Anarchisten, vertraten die kubanischen Anarchisten den Standpunkt, dass in einer zukünftigen anarchistischen Gesellschaft jeder Mensch gemäß seiner geleisteten Arbeit gemeinschaftliche Güter erhalten sollte.
Enrique Roig San Martín gründete 1882 das Centro de Instrucción y Recreo de Santiago de Las Vegas (dt.: Zentrum für Bildung und Erholung von Santiago de Las Vegas), wo die Selbstorganisation der Arbeiter gefördert wurde und Literatur der spanischen kollektivistischen Anarchisten zur Verfügung gestellt wurde. Das Zentrum hatte den strikten Grundsatz, alle Kubaner zu akzeptieren „ohne Rücksicht auf ihre soziale Stellung, politische Ausrichtung, oder ihre Hautfarbe.“ Im selben Jahr wurde die Junta Central de Artesanos (dt.: Zentralrat der Handwerker) gegründet, mit der Absicht von Roig San Martín, dass „kein Berufsverein und keine Arbeiterorganisation an die Füße der Hauptstadt gefesselt sein sollte.“ Roig San Martín schrieb für die Zeitschrift El Boletín del Gremio de Obreros (dt.: Die Zeitung des Arbeiterrates) und für die erste explizit anarchistische Zeitung El Obrero (dt.: Der Arbeiter). Sie war 1883 ursprünglich von demokratischen Republikanern gegründet worden, änderte jedoch nach der Übernahme der Redaktion durch Roig San Martín rasch die Ausrichtung. Roig San Martín gründete 1887 dann die Zeitung El Productor (dt.: Der Produzent). Neben Roig San Martín hatte El Productor verschiedene Autoren in den kubanischen Städten Santiago de Las Vegas und Guanabacoa, und in den Städten Tampa und Key West in Florida. Darüber hinaus erschienen zahlreiche Artikel aus der französischsprachigen anarchistischen Zeitschrift Le Révolté und der Zeitschrift La Acracia aus Barcelona.
1885 folgte die Gründung des Círculo de Trabajadores (dt.: Arbeiterzirkel), einer Organisation, die sich mit Bildungs- und kulturellen Aktivitäten beschäftigte. Dazu gehörte auch die Gründung einer säkularen Schule, in der 500 Schüler aus armen Familien eine Ausbildung bekamen und wo auch Arbeitergruppen ihre Treffen abhielten. Im Jahr darauf, bildeten die Leiter des Círculo (mit Enrique Creci an der Spitze) ein Hilfskomitee, das finanzielle Mittel für die acht Chicagoer Anarchisten sammelte, die im Zusammenhang mit dem Haymarket Riot verhaftet wurden. Innerhalb von anderthalb Monaten sammelte das Komitee etwa 1500 $ für diesen Zweck. Darüber hinaus organisierte der Círculo einige Tage vor der Exekution der Chicagoer Anarchisten eine Demonstration von etwa 2.000 Menschen in Havanna, um gegen das Urteil zu protestieren. Der Círculo und El Productor wurden in der Folge beide vom kubanischen Staat gebüßt; die Zeitung, wegen eines Leitartikels von Roig San Martín über die Hinrichtungen, und der Círculo dafür, dass ein Gemälde zum Gedenken an die Hinrichtungen ausgestellt wurde. Die Kolonialregierung verbot auch die Demonstrationen, welche jedes Jahr im Gedenken an die Chicagoer Anarchisten abgehalten wurden.

#### Erstarken der anarchistischen Bewegung

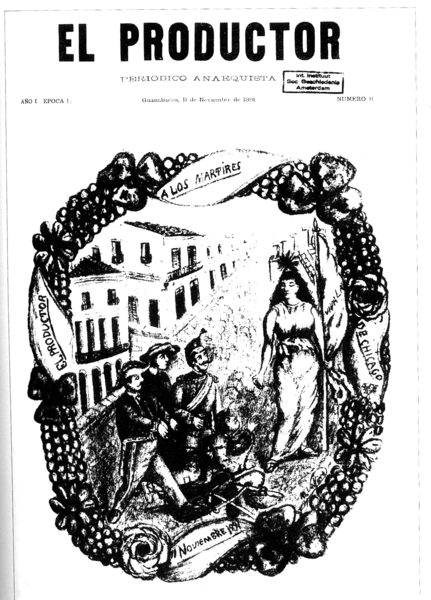
Titelblatt von El Productor zum Gedenken an die hingerichteten Anarchisten nach dem Haymarket Riot.

Die erste explizit anarchistische Organisation Alianza Obrera (dt.: Arbeiterallianz) wurde 1887 gegründet. Die Organisation nahm gemeinsam mit der Federacíon de Trabajadores de la Habana (dt.: Arbeiterbund Havannas) und der Gruppe um El Productor am ersten Congreso Obrero de Cuba (dt.: Arbeiterkongress Kubas) teil, der am 1. Oktober 1887 stattfand. Der Kongress wurde größtenteils von Tabakarbeitern besucht, jedoch nicht ausschließlich. Der Kongress einigte sich auf sechs Kongressresolutionen: Widerstand gegen alle Formen der Autorität, Einheit der Arbeiterorganisationen durch eine gemeinsame Föderation, vollständige Aktionsfreiheit der angeschlossenen Gruppen, Kooperation und Solidarität der Gruppen und Verbot jeder politischen und religiösen Doktrin unter den angeschlossenen Arbeitergruppen. Saturnino Martínez war enttäuscht vom Ausgang des Kongresses, wo sich eher reformistische Positionen durchsetzten. Dies führte zum Konflikt zwischen Martínez und Roig San Martín und es bildeten sich zwei rivalisierende Lager.
Kurz nach dem Kongress traten die Tabakarbeiter in drei Fabriken in Streik, wovon einer bis im November fortgesetzt wurde. Später, im Sommer 1888, wurden Arbeiter bei Streiks in mehr als 100 Fabriken von den Fabrikbesitzern ausgesperrt. Der Círculo de Trabajadores sammelte in einer großen Aktion Spendengelder zur Unterstützung der streikenden Arbeiter und schickte sogar Vertreter nach Key West, um dort bei amerikanischen Tabakarbeitern Geld zu sammeln. Im Oktober beendeten die Fabrikbesitzer die Aussperrung der Arbeiter und man einigte sich auf gemeinsame Verhandlungen. Der Ausgang des Arbeitskampfes war für die Alianza Obrera sehr erfolgreich, sodass die Mitgliederzahl in den nächsten sechs Monaten von 3.000 auf 5.000 anstieg, was den Círculo zur stärksten Gewerkschaft Kubas machte. Im folgenden Jahr starb Roig San Martín im Alter von 46 Jahren, nur Tage nach seiner Freilassung aus dem Gefängnis der spanischen Kolonialregierung; an seiner Beerdigung nahmen 10.000 Menschen teil. Nur ein paar Monate später, verbot das Oberhaupt der Kolonialregierung Manuel Salamanca y Negrete als Reaktion auf die Streiks in der Tabakindustrie die Alianza Obrera und den Círculo de Trabajadores. Die vier Schulen, die der Círculo de Trabajadores leitete, waren vom Verbot nicht betroffen und der Círculo als ganzes wurde im folgenden Jahr wieder von der neuen Regierung als Organisation zugelassen.

#### Repressive Maßnahmen der Regierung und der Unabhängigkeitskrieg
1890 wurde in Kuba der Erste Mai in einer großen Kundgebung zum ersten Mal gefeiert. Nach der Demonstration trafen sich die Teilnehmer zu einer Veranstaltung mit Vorträgen von 18 Anarchisten. In den folgenden Tagen streikten kubanische Arbeiter in verschiedenen Branchen. Die Kolonialregierung reagierte ein weiteres Mal mit dem Verbot des Círculo de Trabajadores. Sie machte diese Entscheidung aber kurze Zeit später wieder rückgängig, nachdem 2300 Arbeiter in einem Schreiben gegen diese Entscheidung protestierten. Im selben Jahr standen elf Anarchisten unter dem Verdacht, am Mord von Menéndez Areces, einem Gewerkschaftsfunktionär der gemäßigten Uníon Obrera (dt.: Arbeiterbund), verwickelt zu sein. Das Gericht befand jedoch, dass alle elf Anarchisten unschuldig waren. Kapitän-General Camilo García de Polavieja y del Castillo nutzte den Prozess jedoch als Vorwand, um die Herausgabe der Zeitschrift El Productor zu stoppen und die Repression gegen Anarchisten im Allgemeinen wieder zu erhöhen. 1892 wurde ein weiterer Arbeiterkongress abgehalten, der die anarchosyndikalistischen Prinzipien bestätigte und seine Solidarität mit den arbeitenden Frauen aussprach (eine neue Haltung in der männerdominierten Arbeiterklasse, wo Männer die arbeitenden Frauen meist als Konkurrenz sahen). Der Kongress fasste dazu folgende Erklärung: „Es ist eine dringende Pflicht nicht die Frauen zu vergessen, die nun vermehrt beginnen in die Werkstätten verschiedener Industrien zu strömen. Sie werden durch die Not und die bürgerliche Gier der Unternehmer dazu gezwungen mit uns zu konkurrieren. Wir können das nicht verhindern; lasst uns Ihnen helfen.“ Die Regierung reagierte auf den Arbeiterkongress wiederum mit Repression gegen die anarchistische Bewegung mittels Deportation, Haft, der Aufhebung der Versammlungsfreiheit und der Schließung des Hauptquartiers der Organisation.
Im Verlauf des Kubanischen Unabhängigkeitskrieges verteilten die kubanischen Anarchisten Propagandamaterial an die spanischen Soldaten, in dem sie aufgefordert wurden, sich nicht den Separatisten entgegenzustellen und sich den Anarchisten anzuschließen. Einige Jahre zuvor hatten die Anarchisten in Kuba die Kampfmethode der spanischen Anarchisten übernommen, die sich nicht nur in der Gewerkschaft organisierten, sondern parallel dazu auch kleine Kampfgruppen bildeten, die Bildungsarbeit leisteten und auch mit Gewalt Widerstand gegen den Staat leisteten. Die kubanischen Anarchisten waren verantwortlich für die Sprengung mehrerer Brücken, die Sabotage von Gasleitungen und beteiligten sich 1896 auch am Versuch der Separatisten, den Kopf des Kolonialregimes Kapitän-General Valeriano Weyler zu ermorden. Dies führte zu weiterer Repression gegen die Anarchisten, der Schließung der Sociedad General de Trabajadores (die aus dem Círculo entstand), Massendeportationen von Aktivisten und sogar dem Verbot der lectura, dem Vorlesen von Zeitungen etc. für die Arbeiter während der Arbeit.

### Frühes 20. Jahrhundert

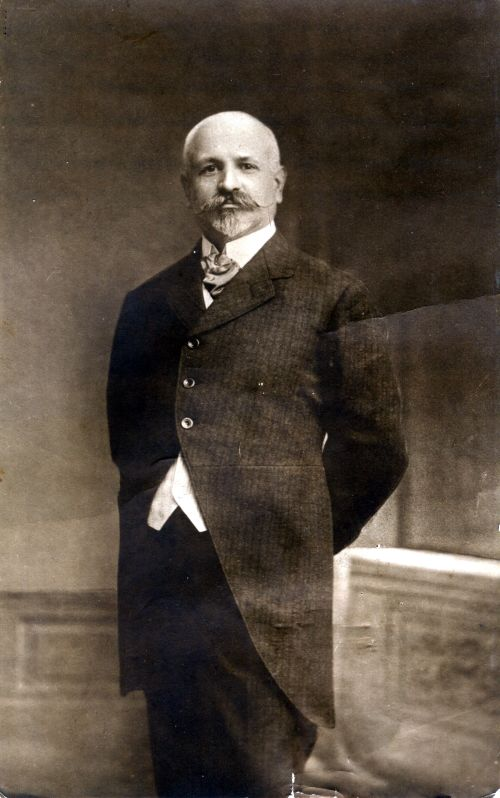
Der katalanische Anarchist Francesc Ferrer i Guàrdia. Seine Erziehungstheorien inspirierten die kubanischen Anarchisten bei der Gründung neuer Schulen.

Nach dem Spanisch-Amerikanischen Krieg, der für Kuba die Unabhängigkeit von Spanien brachte, waren viele Anarchisten unzufrieden mit der Lage in Kuba. Der Grund dafür war, dass die neue Regierung die Fehler der alten Kolonialregierung wiederholte. Die Arbeiterbewegung wurde weiterhin unterdrückt, das Land stand unter US-Besatzung und das Schulsystem verbesserte sich kaum. Im Jahr 1899 organisierten sich die anarchistischen Arbeiter wieder in der Alianza de Trabajadores (dt.: Arbeiterallianz). Im September des Jahres wurden fünf wichtige Mitglieder festgenommen, nachdem sich ein Maurerstreik auf die ganze Baubranche ausgeweitet hatte. In dieser Zeit besuchte auch der italienische Anarchist Errico Malatesta Kuba. Er hielt Vorträge und gab Interviews für verschiedene Zeitungen, bis die Regierung einschritt und weitere Reden verhinderte. In den Jahren 1902/03 versuchten Anarchisten und andere Gewerkschafter die Arbeiter der Zuckerindustrie, zu dieser Zeit die größte Industrie Kubas, gewerkschaftlich zu organisieren. Die Zuckerfabrikanten reagierten rasch auf diese Versuche und zwei Arbeiter wurden in der Folge ermordet. Die Morde wurden nie aufgeklärt.
Anarchistische Aktivisten richteten ihr Hauptaugenmerk immer mehr darauf, die Gesellschaft auf eine große soziale Revolution vorzubereiten. Sie organisierten Schulen für Kinder, die eine Alternative gegenüber den katholischen und öffentlichen Schulen waren. Die Anarchisten waren der Überzeugung, dass die religiösen Schulen einem freiheitlichen Denken feindlich gegenüberstanden, und dass die öffentlichen Schulen zu oft dazu dienten, die Kinder mit patriotischem Nationalismus zu indoktrinieren und das freie Denken der Kinder im Keim zu ersticken. In ¡Tierra!, einem anarchistischen Wochenblatt, das von 1899 bis 1915 erschien, verurteilten die Autoren die öffentlichen Schulen dafür, dass man die Kinder zum Fahneneid zwang, und ermutigte die Lehrer, den Kindern zu zeigen, dass die Flagge ein Symbol für „Engstirnigkeit und Zwietracht“ sei. Gleichzeitig sahen sie die Kinder dieser Schulen als „Kanonenfutter“ für den Konflikt zwischen den liberalen und den konservativen Parteiführern im Jahr 1906, der die Vereinigten Staaten dazu bewog, Kuba bis 1909 zu besetzen. Obwohl Anarchisten bereits seit der Zeit des Círculo de Trabajadores Schulen organisierten, waren diese Schulen bis etwa 1906 eher traditionell geprägt. Im Jahr 1908 publizierten Anarchisten in den Ausgaben von ¡Tierra! und La Voz del Dependiente ein Manifest, in dem sie zur Bildung von Schulen aufriefen, die Francesc Ferrers Modell der Escuela Moderna (dt.: Moderne Schule) entsprachen.

#### Repression und gewerkschaftliche Aktivität
1911 fand ein erfolgloser Streik von Tabakarbeitern, Bäckern und Lastwagenfahrern statt, der von der anarchistischen Zeitschrift ¡Tierra! unterstützt wurde. Gerardo Machado, der zu dieser Zeit Staatssekretär war, veranlasste die Deportation von vielen spanischen Anarchisten und die Festnahme von kubanischen Anarchisten. Diese Linie starker Repression der Regierung gegen Anarchisten, die in dieser Zeit beschlossen wurde, wurde auch in den nächsten 20 Jahren weitergeführt. Nachdem García Menocal 1917 die Kontrolle über die kubanische Regierung erlangt hatte, wurden mehrere Generalstreiks von der Regierung mit Gewalt beantwortet. Mehrere anarchistische Organisatoren wurden getötet, darunter Robustiano Fernández und Luis Díaz Blanco. Daraufhin antworteten einige Anarchisten mit gewaltsamen Aktionen. Eine Gruppe von 77 Anarchisten, die die Regierung als „anarcho-syndikalistischen Mob“ bezeichnete, wurde nach Spanien ausgeschafft. Auch anarchistische Zeitschriften wurden verboten (¡Tierra! wurde 1915 eingestellt) und das anarchistische Centro Obrero (Arbeiterzentrum) wurde zur Schließung gezwungen. Nach dem anarchistischen Kongress von Havanna 1920 fanden einige Bombenanschläge statt, darunter auch ein Bombenanschlag auf das Teatro Nacional. Im folgenden Jahr verlor Menocal die Regierungsmacht an Alfredo Zayas y Alfonso, was wieder eine größere Aktivität anarchistischer Gruppen zuließ. Die Gruppe der ¡Tierra! begann mit der Publikation von Büchern und Flugblättern, und mindestens sechs weitere regelmäßige anarchistische Zeitschriften erschienen.
Zu dieser Zeit waren die Anarchosyndikalisten der stärkste und aktivste Teil der kubanischen Arbeiterbewegung. Dennoch wurde erst 1925 eine nationale anarchistische Föderation gegründet, obwohl die Arbeiter im maritimen Sektor, in der Eisenbahn, der Gastronomie und dem Tabaksektor bereits zum großen Teil von anarchistischen Gewerkschaftern organisiert wurden. Im gleichen Jahr kam es in der kubanischen anarchistischen Bewegung zu einer ähnlichen Entwicklung wie in Spanien in der Confederación Nacional del Trabajo, wo ein Teil nicht-anarchistischer Mitglieder der Confederación Nacional Obrera Cubana (dt.: Nationale Kubanische Arbeiterföderation) die Kommunistische Partei Kubas gründeten. Zu dieser Zeit waren viele Anarchisten begeistert von der Oktoberrevolution (darunter auch Alfredo López und Carlos Baliño) und vertraten vermehrt autoritäre Organisationsformen. Viele Streiks fanden im Herbst 1925 statt und die Regierung, die wieder unter der Leitung von Machado war, griff zu repressiven Maßnahmen gegen die Arbeiterbewegung. Mehrere Arbeiterführer wurden erschossen und einige hundert spanische Anarchisten wurden innerhalb eines Monats ausgeschafft. Machado erklärte: „Ihr habt recht, ich weiß nicht was Anarchismus ist, was Sozialismus ist und was Kommunismus ist. Für mich sind sie alle dasselbe. Schlechte Patrioten.“ Alfredo López, der damalige Generalsekretär der Confederación Nacional Obrera Cubana wurde erstmals im Oktober 1925 festgenommen und dazu ermutigt in die Regierung einzutreten. Nach einer weiteren Festnahme im Juli 1926 verschwand Alfredo López. Sein Leichnam wurde erst 1933 nach dem Fall von Machados Diktatur wiedergefunden.

#### Reorganisation nach López’ Verschwinden und der Ausschaffung der spanischen Anarchisten

Flagge von Fidel Castros Bewegung des 26. Juli, die gegen die Regierung von Fulgencio Batista kämpfte. Die Organisation rekrutierte in den fünfziger Jahren viele kubanische Anarchisten.

Nach dem Verschwinden von López kam es zu einem Kampf zwischen Anarchisten und Kommunisten um die Ausrichtung der Confederación Nacional Obrera Cubana. In den Jahren 1930/31 gelang es schließlich den Kommunisten, die Kontrolle über die CNOC zu übernehmen. Die Anarchisten wurden der Polizei ausgeliefert, die sich immer noch unter der Kontrolle von Machado befand. Viele der spanischen Anarchisten entschlossen sich daraufhin zur Rückkehr nach Spanien. Dies verstärkte sich, nachdem die neue Regierung ein Gesetz erließ, das Unternehmer dazu verpflichtete, mindestens zur Hälfte Mitarbeiter zu beschäftigen, die in Kuba geboren wurden. Deshalb mussten nun auch viele Spanier aus wirtschaftlichen Gründen Kuba verlassen, was den Einfluss der anarchistischen Bewegung in Kuba weiter schwächte. Trotzdem gründeten kurz darauf jüngere Anarchisten die Juventud Libertaria (dt.: Libertäre Jugend). 1936, nach dem Ausbruch des Spanischen Bürgerkriegs, gründeten die kubanischen Anarchisten die Solidaridad Internacional Antifascista, um die anarchosyndikalistische Gewerkschaft CNT und die FAI in Spanien finanziell zu unterstützen. Viele kubanische Anarchisten gingen gemeinsam mit spanischen Anarchisten, die aus Kuba vertrieben wurden, nach Spanien und nahmen am Krieg gegen Francisco Franco teil.
Mit der kubanischen Konstitution von 1940 wurden gewisse Rechte garantiert und Anarchisten konnten sich wieder ungestörter organisieren, da die Wahrscheinlichkeit für eine Politik der gewalttätigen Repression geringer war. Die Solidaridad Internacional Antifascista und die Federacíon de Grupos Anarquistas de Cuba lösten sich auf und ihre mehreren tausend Mitglieder gründeten die Asociacíon Libertaria de Cuba (dt.: Libertäre Assoziation Kubas). Die ALC hielt ihren ersten nationalen Kongress 1944 ab, auf dem ein Generalsekretär und ein Organisationssekretär gewählt wurden. 1948 folgte ein zweiter Kongress, auf der Augustin Souchy die Eröffnungsrede hielt. Als offizielles Propagandaorgan wurde Solidaridad Gastronómica gewählt, das monatlich bis im Dezember 1960 erschien, als es von Fidel Castros Regierung verboten wurde. Der dritte Kongress wurde 1950 abgehalten. Wichtigstes Thema war dabei, wie man die Arbeiterbewegung weiterhin von der Wahlpolitik fernhalten könnte und dem Einfluss von Politikern und Bürokraten auf die Arbeiterbewegung entgegenwirken könnte. Mitte der fünfziger Jahre kam Fulgencio Batista nach einem erfolgreichen Putsch ein weiteres Mal an die Macht und regierte das Land diktatorisch. Viele Anarchisten schlossen sich den Guerillagruppen an, die gegen Batista kämpften, darunter auch Fidel Castros Bewegung des 26. Juli, die Batista am letzten Tag des Jahres 1958 zur Flucht aus Kuba zwang. Eine Schlüsselfigur der Bewegung des 26. Juli war Camilo Cienfuegos, ein ehemaliger Anarchist aus einer spanischen Familie, die vor dem Bürgerkrieg floh.

### Nach der Kubanischen Revolution

#### 1960–1961

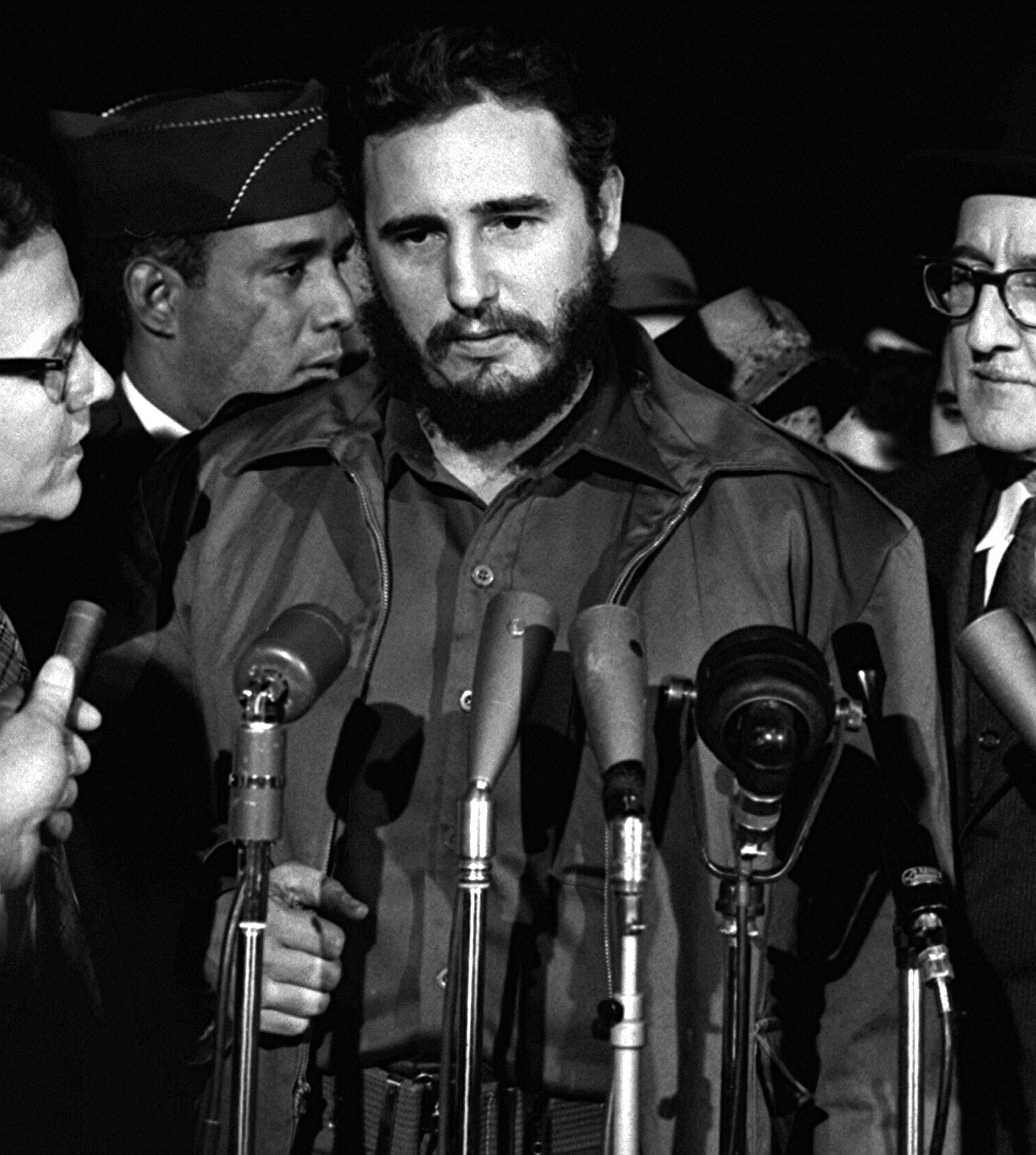
Nach der Machtübernahme von Fidel Castro flüchteten viele kubanische Anarchisten vor der repressiven Politik des Regimes. Die Castro-Regierung brachte ein gefälschtes Dokument, das sogenannte Gaona-Manifest in Umlauf, welches die kubanischen Exilanarchisten diskreditierte und die internationale anarchistische Bewegung für lange Zeit gegen sie aufbrachte.

In den ersten Tagen nach der Machtübernahme schloss Fidel Castro bekannte Anarchosyndikalisten aus der Confederacíon de Trabajadores de Cuba (dt.: Arbeiterföderation Kubas) aus. Die anarchosyndikalistische Asociacíon Libertaria de Cuba antwortete mit einer öffentlichen Erklärung, in der sie die Regierung Castros scharf kritisierte. Autoren in der Zeitschrift Solidaridad Gastronómica äußerten ebenfalls ihren Unmut gegenüber Castro und schrieben, dass es für eine Regierung unmöglich sei „revolutionär“ zu sein. Im Januar 1960 berief die ALC eine Zusammenkunft ein und warb in einer Deklaration für Unterstützung für die Kubanische Revolution, während sie sich gleichzeitig als Gegner des Totalitarismus und der Diktatur bezeichnete. Ende des Jahres wurde die Zeitschrift Solidaridad Gastronómica von der Regierung verboten. Die letzte Ausgabe erschien im Gedenken an den Tod des spanischen Anarchisten Buenaventura Durruti. Sie enthielt einen Leitartikel, der erklärte, dass die Diktatur des Proletariats unmöglich sei, und dass keine Diktatur vom Proletariat ausgehen könne, sondern im Gegenteil das Proletariat immer beherrscht werde.
Im Sommer 1960 wurde der deutsche Anarchist Augustin Souchy von der Castro-Regierung eingeladen, um eine Untersuchung über den Agrarsektor zu verfassen. Souchy war alles andere als beeindruckt über das was er in Kuba vorfand und erklärte in seinem Bericht Testimonios sobre la Revolución Cubana (dt.: Zeugnis über die Kubanische Revolution), dass das System zu nahe am sowjetischen Modell orientiert war. Drei Tage nachdem Souchy Kuba verließ, wurde der gesamte Druck von der Regierung beschlagnahmt und vernichtet. Dennoch publizierte ein anarchistischer Herausgeber Souchys Bericht im folgenden Dezember in Argentinien. Etwa um die gleiche Zeit reagierte die ALC, da sie beunruhigt war über die Politik von Castros Regierung, die sich immer mehr in Richtung einer Diktatur marxistisch-leninistischer Prägung entwickelte. Die ALC publizierte eine Erklärung gegen die Castro-Regierung, die sie unter dem Namen Grupo de Sindicalistas Libertarios herausgab, um die Mitglieder der ALC vor repressiven Maßnahmen zu schützen. In diesem Dokument erklärten sich die Anarchisten als Gegner des Zentralismus, der autoritären Tendenzen und des Militarismus der neuen Regierung. Der Generalsekretär der Partido Comunista Cubano (PCC) kritisierte die Verfasser in einer Antwort. Die Anarchisten konnten aber diesen Angriff nicht entgegnen, da sie für ein weiteres Schreiben keine Druckerei fanden, die den Text drucken würde. Die letzte Ausgabe der Zeitschrift El Libertario erschien im Sommer des Jahres 1961.
Nach diesen Vorkommnissen entschieden sich viele Anarchisten für den Untergrund und eine Taktik der Direkten Aktion. Dem kubanischen Anarchisten Casto Moscú zufolge wurden „unzählige öffentliche Erklärungen verfasst, in denen das Fehlverhalten von Castro kritisiert, und die Bevölkerung zum Widerstand aufgerufen wurde. Pläne wurden ausgeführt, in denen die Sabotage von grundlegenden Dingen für das Überleben des Staates zum Ziel erklärt wurde.“ Manuel Gaona Sousa, einer der Gründer der ALC und ein ehemaliger Anarchist, gab daraufhin eine Erklärung heraus, in der er der Regierung die Unterstützung aussprach und alle Gegner der Regierung als „Verräter“ bezeichnete. Daraufhin wurden die Anarchisten Casto Moscú und Manuel González in Havanna festgenommen. Nach ihrer Freilassung gingen beide über Mexiko nach Miami und trafen dort wieder auf viele ihrer kubanischen Mitstreiter.

#### Exil
Ab Mitte der sechziger Jahre, vor allem aber im Sommer 1961 wanderten viele kubanische Anarchisten in die Vereinigten Staaten aus. Im Sommer 1961 wurde in New York das Movimiento Libertario Cubano en el Exilio (MLCE; dt.: Anarchistische Bewegung Kubas im Exil) durch Exil-Kubaner gegründet. Die Organisation nahm mit den spanischen Anarchisten Verbindung auf, die nach dem Ende des Spanischen Bürgerkriegs nach New York auswanderten. Auch mit dem amerikanischen Anarchosyndikalisten Sam Dolgoff und der New Yorker Libertarian League nahm die Organisation Kontakt auf. Rasch kamen Spenden aus verschiedenen Ländern für die Exilkubaner zusammen. Diese Solidarität war aber nur von kurzer Dauer, denn 1961 wurde mit Hilfe der Castro-Regierung das sogenannte Gaona-Manifest an anarchistische Gruppen auf der ganzen Welt geschickt, die wiederum das Dokument mehrheitlich positiv aufnahmen. Das Dokument, das im Namen der Asociacíon Libertaria de Cuba erschien und vom ehemaligen Anarchisten Manuel Gaona verfasst wurde, machte einen offiziellen Eindruck und stützte die Castro-Regierung. Als Reaktion auf den großen Effekt des Manifests gab die MLCE das Boletín de Información Libertaria heraus. Unterstützt wurde sie dabei von der Libertarian League und der Federación Libertaria Argentina (FLA). Unter anderem druckte die FLA eine Arbeit von Abelardo Iglesias mit dem Titel Revolución y Contrarevolución. Darin zeigte Iglesias die Unterschiede auf, die kubanische Anarchisten zwischen einer marxistischen und einer anarchistischen Revolution sahen: „Die kapitalistischen Unternehmen zu enteignen und sie den Arbeitern zu übergeben, DAS IST REVOLUTION. Die Unternehmen jedoch in Staatsmonopole zu verwandeln, in denen jeder Arbeiter bloß gehorchen muss, DAS IST KONTERREVOLUTION.“
Während die Exilkubaner in den USA versuchten Geld für die gefangenen Anarchisten in Kuba zu sammeln, wurden sie von den Anarchisten in den Vereinigten Staaten und anderen Ländern als Marionetten der CIA und als bloße Antikommunisten gesehen. Die amerikanische anarchopazifistische Zeitschrift Liberation druckte Castro-freundliche Artikel, was die anarchistischen Exilkubaner und deren Organisation MLCE mit einer Demonstration vor dem Redaktionsbüro der Zeitschrift beantworteten. 1965 sandte die MLCE Abelardo Iglesias nach Italien, um der Federazione Anarchica Italiana ihren Kampf gegen das Castro-Regime zu erklären. Die italienischen Anarchisten wurden überzeugt und publizierten im Anschluss Artikel, die das kubanische Regime verurteilten. Die Artikel erschienen in verschiedenen italienischen anarchistischen Zeitschriften, wie Umanità Nova, und es wurden Unterschriften von solidarischen Organisationen in verschiedenen Ländern dafür gesammelt, darunter Unterschriften der Federación Libertaria Argentina, der Federación Libertaria Mexicana, der Anarchist Federation of London, der Sveriges Arbetares Centralorganisation, der französischen Fédération anarchiste, und des Movimiento Libertario Español.
Die Feindschaft vieler anarchistischer Gruppen gegenüber der MLCE und den Exilkubanern begann sich erst 1976 nach der Publikation von Sam Dolgoffs Buch The Cuban Revolution: A Critical Perspective (dt.: Die kubanische Revolution: Eine kritische Perspektive) zu ändern. 1979 begann die MLCE die Herausgabe eines neuen Magazins mit dem Namen Guángara Libertaria, wo Alfredo Gómez’ Artikel The Cuban Anarchists, or the Bad Conscience of Anarchism (dt.: Die kubanischen Anarchisten, oder das schlechte Gewissen des Anarchismus) wiedergedruckt wurde. 1980 unterstützten die MLCE und die Guángara Libertaria die Massenauswanderung von Kubanern in die Vereinigten Staaten, nachdem viele kubanische Dissidenten die peruanische Botschaft in Havanna besetzt hatten. Viele der Neuankömmlinge schlossen sich der Redaktion von Guángara Libertaria an. Bis im Jahr 1985 hatte das Redaktionskollektiv Korrespondenten an vielen Orten, wie Mexiko, Hawaii, Spanien und Venezuela. Das Magazin erreichte 1987 eine Auflage von 5.000 Exemplaren und war damit zu dieser Zeit die auflagenstärkste anarchistische Zeitung in den Vereinigten Staaten. 1992 wurde die Herausgabe von Guángara Libertaria jedoch eingestellt, aber viele ehemalige Redaktionsmitglieder setzten ihre Publikationstätigkeit fort. 2008 wurde die MLCE als Affinity Group organisiert, die für kubanische Anarchisten verschiedener Strömungen offen ist.